# Grupo Calafate
El Grupo Calafate fue un grupo político de Argentina, creado en 1998, con el fin de conformar una corriente interna dentro del peronismo para oponerse a la línea política de Carlos Menem y su proyecto de "re-reelección". El grupo fue inicialmente liderado por Eduardo Duhalde, gobernador de la provincia de Buenos Aires, y coordinado por Alberto Fernández. La reunión inicial se realizó en la localidad de El Calafate, en la provincia de Santa Cruz y fue organizada por el gobernador provincial Néstor Kirchner y la diputada Cristina Fernández de Kirchner; Kirchner había sido definido por el diario Clarín como "el más duro de los antimenemistas". Otros miembros del grupo que se destacarían en la vida política de los años siguientes fueron Carlos Tomada, Aníbal Fernández, Carlos Kunkel, Esteban Righi y Julio Bárbaro. El Grupo desempeñó un papel destacado en las campañas electorales de Eduardo Duhalde de 1999 y de Néstor Kirchner de 2003, aportando una considerable cantidad de dirigentes para los equipos ministeriales. En 2006 adoptó la forma jurídica de una fundación y hacia 2008 dejó de funcionar.

## Historia

### Respuesta al menemismo: la candidatura de Duhalde
A comienzos de 1998 el presidente Carlos Menem anunció que tenía la intención de que el Partido Justicialista comenzara una campaña que sería conocida como la "reelección", con el fin de dejar sin efecto la regla constitucional que sólo permitía una reelección consecutiva. El anuncio de Menem desencadenó, dentro del peronismo, un proceso de conformación de un grupo opositor que impidiera la "re-reelección", encabezado por el entonces gobernador de la provincia de Buenos Aires, Eduardo Duhalde. Duhalde recurrió en primer lugar al gobernador de Santa Cruz Néstor Kirchner y la diputada Cristina Kirchner; Kirchner había sido caracterizado por el diario Clarín como “el más duro de los antimenemistas con peso territorial propio". El 18 de marzo de 1998, Néstor y Cristina Kirchner organizaron en la ciudad santacruceña de El Calafate, la primera de las reuniones del grupo que llevaría el nombre de esa localidad, con el fin de instalar a nivel nacional una corriente interna dentro del Partido Justicialista que discutiera el rumbo que había tomado el peronismo.
A partir de ese momento el Grupo Calafate se convirtió en el principal think tank de la campaña de Duhalde hacia la presidencia. El 2 y 3 de octubre de 1998, se reunió en El Calafate, en la posada Los Álamos, el primer plenario del Grupo, para tratar su documento fundacional y programa de gobierno, cuya redacción había sido encomendada por Duhalde a Néstor Kirchner, José Octavio Bordón y Mario Cámpora. Asistieron 45 dirigentes peronistas antimenemistas que se habían ido al Frente Grande, estaban desencantados con la política impuesta por Menem, se habían automarginado del PJ, abandonando incluso la militancia, o habían resistido aislados dentro del PJ. Entre los miembros iniciales se encontraban también Jorge Argüello, Julio Bárbaro, Miguel Bonasso, Mario Cámpora, Juan Carlos Cernadas Lamadrid, Ignacio Chojo Ortiz, Jorge Coscia, Carlos Cruz, Alejandro Dolina (mandó un mensaje filmado), Dante Dovena, Alberto Fernández, Aníbal Franco, Alberto Iribarne, Norberto Ivancich, Ana Jaramillo, Carlos Kunkel, Francisco Larcher, Norberto Liwsky, Juan Pablo Lolhé, Antonio López Crespo, Graciela Maturo, Carlos Mundt, Heriberto Muraro, Oscar Parrilli, Héctor Recalde, Esteban Righi, José Salvini, Miguel Talento, Carlos Tomada, Eduardo Valdés y Ernesto Villanueva, entre otros.
En ese primer plenario, Kirchner propuso mecanismos de redistribución de la riqueza y llamó a "recuperar el espíritu transgresor del peronismo". Durante el encuentro los participantes pusieron el foco en las deudas que tenía la política con la población y debatieron una agenda que incluyó temas como globalización económica, ética y corrupción, empleo, educación y política exterior. El plenario redactó un documento titulado Otra Argentina nos espera, en el que se proponía constituir un Estado diferente del que había constituido Menem, siguiendo los lineamientos liberales que predominaron en la década de 1990:

Papel del Estado: activo frente al conflicto social como reparador (nivelar las desigualdades), protector (atender sectores vulnerables) y promotor (diseño de políticas activas). Fundar el Estado inteligente.
Conclusiones del I Plenario del Grupo Calafate, 3 de octubre de 1998

En 1999, de cara a las elecciones presidenciales de octubre, el Grupo comenzó a reunirse semanalmente con la coordinación de Alberto Fernández. Al grupo inicial se sumaron más figuras, como León Arslanian, José Pampuro, Elvio Vitali y el periodista Carlos Campolongo, agregando también algunas personalidades no peronistas.
El 28 de agosto de 1999 se realizó el segundo plenario del grupo, llamado Calafate II, realizado en Tanti, en las sierras de Córdoba. Durante el mismo se hizo evidente que Duhalde y Kirchner tenían importantes diferencias políticas. Duhalde había contratado al brasileño Duda Mendonça para conducir la campaña electoral, quien en ese entonces era uno de los máximos exponentes del marketing político y había conducido la campaña victoriosa del conservador Paulo Maluf a la Prefectura de São Paulo, así como la campaña "Ménem lo hizo" de 1995. Kirchner cuestionaba la "menemización" de la campaña de Duhalde y sostenía que detrás del manejo de la estética y la metodología publicitaria del mensaje político, se escondía también el contenido, mientras que Duhalde cuestionaba su postura considerándola como "ideológica".
Las tensiones entre Duhalde y Kirchner impidieron que el plenario Calafate II elaborara un documento final y el Grupo dejó de reunirse. Finalmente el peronismo, liderado por Duhalde, perdió las elecciones y las críticas al menemismo dentro del peronismo quedaron sin saldar. Resultó elegido presidente Fernando de la Rúa que continuó con el régimen de convertibilidad establecido por Menem y llegó incluso a designar como ministro de Economía a Domingo Cavallo, figura emblemática del menemismo.

### Luego de la crisis de 2001: la candidatura de Kirchner
El gobierno de La Alianza UCR-Frepaso no logró controlar la crisis económica y social iniciada en 1998 que se fue haciendo cada vez más grave, hasta estallar en diciembre de 2001 y causar la renuncia del presidente De la Rúa en medio de una pueblada que puso en cuestión todo el sistema político de representación, expresado en el lema "Que se vayan todos". Aplicando la Ley de Acefalía, el Congreso designó para completar los dos años restantes del mandato de De la Rúa, primero a Adolfo Rodríguez Saá, quien también debió renunciar una semana después, y luego a Eduardo Duhalde.
De cara a las elecciones presidenciales de 2003 y aún en medio de la crisis de representatividad, tanto el peronismo como el radicalismo, los dos partidos políticos que habían hegemonizado la representación democrática en la Argentina moderna, habían estallado y aparecían fracturados en varias versiones. En el peronismo se aglutinaron tres grandes grupos en torno a tres dirigentes: Carlos Menem -que buscaba retornar para ejercer un tercer mandato-, Adolfo Rodríguez Saá y Eduardo Duhalde. Este último, luego de ofrecer la candidatura presidencial a José Manuel de la Sota y Carlos Reutemann, gobernadores de las provincias de Córdoba y Santa Fe, de gran importancia electoral, propuso la candidatura de Néstor Kirchner, gobernador de la patagónica provincia de Santa Cruz.
En ese contexto reapareció el Grupo Calafate para convertirse en el principal sostén nacional de la candidatura de Kirchner. Entre sus miembros se encuentran Alberto Fernández, Tomada, Bárbaro, Aníbal Fernández, Kunkel, Villanueva, Taiana, Juan Carlos Dante Gullo, Noemí Fernández, Oscar Nieva, y nuevos referentes como la presidenta de Abuelas de Plaza de Mayo, Estela de Carlotto, Rodolfo Ojea Quintana, Carlos Gdansky, Enrique Albistur, Marcelo Saín, Héctor Capaccioli, Miguel Ángel Pesce, Miguel Ángel Estrella y Damián Loretti.
Kirchner perdió ante Menem, pero ya que ninguno llegó al porcentaje de votos necesarios para resultar electo en primera vuelta, debían competir en una segunda vuelta que nunca se realizó debido a que Menem decidió declinar su candidatura. De esta forma, Kirchner asumió la Presidencia el 25 de mayo de 2003. Muchos de los ministros y funcionarios del gobierno habían pertenecido al Grupo Calafate. En los primeros años de la presidencia de Kirchner, se agudizaron sus diferencias con Duhalde, principalmente debido a la política de "transversalidad" que quería llevar adelante aquel, promoviendo la formación de un grupo político que no se limitara al peronismo, sino que abrevara transversalmente en otras fuerzas políticas populares, como el radicalismo, el socialismo, la democracia cristiana y los movimientos sociales. En las elecciones legislativas de 2005 ambos se enfrentaron electoralmente a través de las candidaturas de sus respectivas esposas, por la senaduría nacional de la provincia de Buenos Aires, bastión de Duhalde. La victoria de Kirchner selló la ruptura con el sector duhaldista y llevó a que muchos de sus integrantes de retiraran del Grupo Calafate.

### La Fundación Grupo Calafate
Luego de la ruptura con Duhalde, el Grupo Calafate se formalizó como fundación el 3 de marzo de 2006, bajo la presidencia de Alberto Fernández, adoptando el nombre de “Fundación Grupo Calafate para la formación política y la capacitación de la administración del Estado”. El anuncio se realizó en 2006, en ocasión de la presentación de un libro recopilando documentos del peronismo emitidos durante la dictadura, durante la cual habló el asesor de Lula en materia internacional Marco Aurelio García.
En diciembre de 2007 Cristina Fernández de Kirchner ganó las elecciones presidenciales con 47% de los votos, más del doble de lo que el kirchnerismo había obtenido en 2003. Tres meses después, la dura postura del gobierno de Cristina contra el paro agropecuario patronal en Argentina de 2008, llevó a la renuncia del gobierno de varias figuras del Grupo, entre ellas Alberto Fernández y el Grupo quedó paralizado.